# Установка фракціонування Баїя-Бланка
Установка фракціонування Баїя-Бланка – аргентинське підприємство, що працює у центрі газопереробної та нафтохімічної промисловості Баїя-Бланка.
На початку 2000-х в Аргентині реалізували масштабний проєкт з вилучення гомологів метану, який включав розташований у провінції Неукен газопереробний завод Лома-Ла-Лата (на однойменному нафтогазоконденсатному родовище), трубопровід для перекачування зріджених вуглеводневих газів Лома-Ла-Лата – Баїя-Бланка і установку фракціонування в портовому місті Баїя-Бланка. Проєкт реалізували через компанію MEGA, в якій 38 % отримала іспано-аргентинська Repsol (постачальник газу), 34 % бразильська Petrobras (споживач пропану, бутану та газового бензину) і 28 % Dow Chemical (власник нафтохімічного майданчика в Баїя-Бланка). 
Фракціонатор, який розпочав роботу у 2002 році, знаходиться в портово-індустріальній зоні Порт-Гальван, на північній стороні естуарію Баїя-Бланка. Його проєктна річна потужність становить 1,35 млн тонн ЗВГ на рік, в тому числі 540 тис. тонн етану, 600 тис. тонн пропану та бутану і 210 тис. тонн газового бензину.
Етан споживає розташоване неподалік піролізне виробництво Dow Chemical, тоді як інші фракції відвантажуються морським шляхом. Портовий термінал MEGA має три резервуари для зберігання пропану і бутану місткістю по 35 тис. м3 та два резервуари для газового бензину місткістю по 15 тис. м3. Причал, мінімальна глибина біля якого становить 13,7 метра, може обслуговувати танкери довжиною до 280 метрів та дедвейтом до 150 тис. тонн.
Наприкінці 2000-х років причальний фронт майданчику MEGA використали для розміщення плавучого терміналу для імпорту ЗПГ Баїя-Бланка.
Можливо відзначити, що неподалік від Баїя-Бланка також діє газопереробний завод Хенераль-Серрі, який здійснює вилучення та фракціонування зріджених вуглеводневих газів.